# اندیس میر حسین ۱
میر حسین ۱ یک اندیس فلزی است که در حوالی شهر باشتین استان خراسان قرار دارد و مادهٔ معدنی موجود در آن، مس است.سنگ میزبان این اندیس سرپانتینیت است و دیرینگی آن به دوران کرتاسه فوقانی می‌رسد. در این اندیس، پاراژنز‌های پیریت یافت می‌شوند.